# 松前警察署
松前警察署（まつまえけいさつしょ）は、北海道警察函館方面本部が管轄する警察署の一つである。

## 管轄区域
- 渡島総合振興局
  - 松前郡松前町、福島町

## 所在地
- 北海道松前郡松前町字福山164

## 組織
- 署長（警視）
- 副署長兼警務課長（警部）
- 警務課（警務係、犯罪被害者支援係、相談係、管理係）
- 会計係
- 刑事・生活安全課（生活安全係、刑事係）
- 地域・交通課（地域係、交通係）
- 警備係

## 沿革
- 1875年（明治8年）函館警察署福山ら卒駐屯所として発足する。
- 1877年（明治10年）函館警察署福山分署となる。
- 1882年（明治15年）福山警察署となる。
- 1907年（明治40年）福山警察署が廃止となり、函館警察署福山分署になる。
- 1926年（大正15年）福山警察署に昇格する。
- 1948年（昭和23年）警察法施行に伴い、松前・福島両町に自治体警察署を設置する。
- 1954年（昭和29年）警察法の改正により北海道警察に統合され函館方面松前警察署となる。

## 交番・駐在所
括弧内は所在地を表す。

### 松前町
- 江良駐在所（松前郡松前町字江良910-1）
- 小島駐在所（松前郡松前町字赤神110）
- 白神駐在所（松前郡松前町字荒谷148-1）

### 福島町
- 福島交番（松前郡福島町字三岳39-5）
- 吉岡駐在所（松前郡福島町字吉野5298）